# Evan and Jaron
Evan and Jaron war ein US-amerikanisches Folk-Rock-Duo.

## Biografie
Mitte der 1990er schlossen sich die beiden eineiigen Zwillinge Evan und Jaron Lowenstein aus Tucker in Georgia als Duo zusammen. Mit Folk-Pop-Songs im Stil von Simon & Garfunkel traten sie in Atlanta und Umgebung auf und machten mit dem Indie-Album Live at KaLo's Coffee House 1995 erstmals auf sich aufmerksam. Zwei Jahre später bekamen sie einen Plattenvertrag bei Island Records und veröffentlichten ihr Major-Label-Debüt We've Never Heard of You Either.
Es blieb jedoch erfolglos und so folgte der Wechsel zu Columbia. Im Jahr 2000 hatten sie dort ihren größten Erfolg. Mit dem Album Evan and Jaron schafften sie es in die Billboard 200, aber vor allem mit dem Lied Crazy for This Girl erreichten sie die größte Aufmerksamkeit und kamen bis auf Platz 15 der Singlecharts. From My Head to My Heart wurde noch ein kleinerer Hit in den Mainstream-Charts.
Ungewöhnlich an dem Duo war, dass die beiden Brüder orthodoxe Juden sind und deshalb am Wochenende keine Auftritte absolvierten, was ihr Karriereentwicklung erschwerte. Ihr drittes Album Half Dozen erschien auch erst 2004 und konnte nicht an den Erfolg anknüpfen. Es blieb ihre letzte Veröffentlichung und die beiden Brüder zogen sich ins Privatleben zurück.
2009 kehrte Jaron Lowenstein unter dem Namen Jaron and the Long Road to Love solo als Countrymusiker zurück.

## Mitglieder
- Evan Mitchell Lowenstein (* 18. März 1974 in Atlanta, Georgia)
- Jaron David Lowenstein (* 18. März 1974 in Atlanta, Georgia)

## Diskografie
Alben
- Live at KaLo's Coffee House (1995)
- We've Never Heard of You Either (1998)
- Evan and Jaron (2000)
- Half Dozen (2004)

Singles
- Crazy for This Girl (2001)
- From My Head to My Heart (2001)
- The Distance (2001)